# Éric Kayser
Éric Kayser est un boulanger et auteur français né le 16 octobre 1964 à Lure (Haute-Saône).

## Biographie
Éric Kayser est issu d'une famille de boulangers français depuis six générations en Lorraine. Ses parents déménagent sur la Côte d'Azur en 1975. Il fait son apprentissage à Fréjus et devient compagnon du devoir  à l'âge de 19 ans. En 1988, il devient formateur en boulangerie à l’Institut national de la boulangerie pâtisserie (INBP). En 1994, il crée avec Patrick Castagna le Fermentolevain, une machine qui permet de créer et entretenir un levain liquide prêt à l'emploi, qui devient sa signature.
Il s'est montré rassurant vis a vis des mesures prises par le gouvernent au niveau énergétiquerépondant indirectement au boulanger Frédéric Roy du Collectif pour la survie des boulangeries et de l'artisanat, Christophe Chirat du syndicat Antigoneet Alexandra Faure, le président Dominique Anract (CNBPF) accusant ce premier de diviser voire de casser le syndicat sur ce très délicat sujet.

## Boulangeries artisanales, réseau international
Éric Kayser ouvre sa première boulangerie le 13 septembre 1996 au 8, rue Monge (dans le 5e arrondissement de Paris). Plusieurs autres suivront dans le monde. En 2002, la maison Kayser s'installe au Japon, où elle compte aujourd'hui trente-deux boutiques, ce qui fait de ce pays sa principale zone d'implantation. La maison Kayser représente aujourd'hui un réseau international de boulangeries artisanales avec plus d'une centaine de boutiques situées dans vingt pays. (Une œuvre japonaise fait d'ailleurs référence à la maison Kayser : Yakitate!! Ja-pan dans son Arc sur la Monaco Cup )

## Distinctions et décorations

### Distinctions

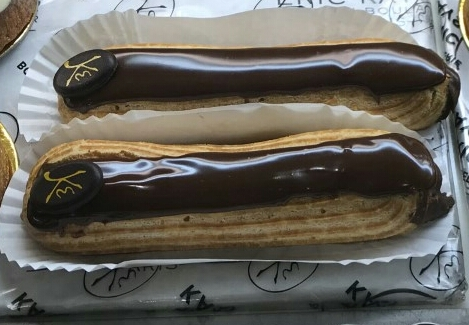
Éclairs au chocolat de chez Éric Kayser.

- Prix du meilleur croissant de Tokyo, en 2001
- Prix du meilleur boulanger de Tokyo, en 2003
- Médaille de l'Excellence Artisanale de Paris, en 2023

### Décoration
- Chevalier de la Légion d'honneur (2025)[9].

## Ouvrages
- Le Larousse du pain, éditions Larousse (réédition 2019)
- Tartes et gourmandises, éditions Flammarion (2014)
- L’Atelier gourmand, éditions Larousse (2014)
- Le Larousse du pain, éditions Larousse (2013)
- Tartinez gourmand, éditions Minerva (mai 2009)
- Mes petits biscuits, éditions Flammarion (mars 2009)
- Mes recettes céréales, graines et fruits secs, éditions Flammarion (avril 2008)
- Autour des pains, éditions Flammarion (mai 2007)
- Les Tartes d’Éric Kayser, éditions Flammarion (mai 2006)
- 100 % Pain, éditions Solar (octobre 2003)
- Le Grand Livre du Pain, éditions Larousse (octobre 2021)